# Old Fort (Carolina del Nord)
Old Fort è un comune degli Stati Uniti d'America, situato in Carolina del Nord, nella contea di McDowell.